# Harari
Harari é uma das nove kililoch da Etiópia.

## Dados
Capital: Harar
População: 154 000 hab.
Área: 374 km²